# Donnement
Donnement település Franciaországban, Aube megyében. Lakosainak száma 73 fő (2022. január 1.). Donnement Aulnay, Balignicourt, Braux, Dampierre és Jasseines községekkel határos.

## Népesség
A település népessége az elmúlt években az alábbi módon változott:
| Lakosok száma | 194  | 128  | 101  | 96   | 80   | 81   | 77   | 73   | 74   | 73   |
|               | 1968 | 1982 | 1990 | 2006 | 2013 | 2015 | 2017 | 2019 | 2020 | 2022 |